# Cappella de' Picenardi
Cappella de' Picenardi es una localidad y comune italiana de la provincia de Cremona, región de Lombardía, con 438 habitantes.

## Evolución demográfica
| Gráfica de evolución demográfica de Cappella de' Picenardi entre 1861 y 2001 |
|                                                                              |
| Fuente ISTAT - elaboración gráfica de Wikipedia                              |